# Trịnh Khắc Lập
Trịnh Khắc Lập (1870-1908).
Trịnh Khắc Lập là học sinh trường ba (Tú tài) ở Hà Tĩnh, là một chí sĩ yêu nước, từng tham gia phong trào Cần Vương, do Phan Đình Phùng lãnh đạo. Năm 1908, ông là một trong những người khởi xướng lãnh đạo cuộc bạo động chống sưu thuế ở Hà Tĩnh.
Trịnh Khắc Lập quê tại làng Đông Hội, nay là xã Xuân Thành, huyện Nghi Xuân. Ông là một nhà chí sĩ yêu nước, từng tham gia phong trào Cần Vương do Phan Đình Phùng lãnh đạo, thành viên Hội Duy Tân do Phan Bội Châu khởi xướng. Năm 1908 cùng với Nguyễn Hàng Chi, ông là một trong những ngưởi khởi xướng lãnh đạo cuộc bạo động chống sưu thuế ở Hà Tĩnh. Bị thực dân Pháp và bọn phong kiến tay sai bắt và xử chém tại huyện lỵ Nghi Xuân vào cuối năm 1908, bêu đầu ở chợ huyện. Nhân dân địa phương và người thân trong gia đình đã đấu tranh để đưa thi hài ông về mai táng tại quê nhà. Con cháu dòng họ đã lập nhà thờ hương khói thờ phụng và lập mộ chí cho ông.
Nhà thờ được xây dựng ở vị trí trung tâm của xã Xuân Thành, bên bờ bãi tắm thơ mộng. Do ở gần biển nên kiến trúc nhà thờ cũng được cấu tạo theo mô tip của nhà ở cư dân vùng ven biển, thấp và chắc để tránh gió bão. Nhà thờ quay về hướng Nam, với cấu trúc 3 gian, kết cấu đơn giản sử dụng theo hướng dọc của ngôi nhà. Từ ngoài vào gian thứ nhất được bố trí làm tiền sảnh. Mặt tiền có 2 hàng cột quyết, trên đắp một số câu đối bằng chữ Hán, đáng chú ý có câu:
"Công đức bất thiên quang tạo hữu
Tinh thần như tại kiến tường giang"
(Công đức ấy sáng ngời đất nước
Tinh thần này vằng vặc non sông).
Mặt trên của tiền sảnh đắp nổi hình lưỡng long chầu nguyệt, tọa trên một cuốn thư đắp nổi 4 chữ Hán "Trịnh Khắc Lập từ" (Nhà thờ Trịnh Khắc Lập). Qua tiền sảnh là vào gian điện thờ, phía trên có bức đại tự "Trung nghĩa đường", ở đây chính giữa có hương án, trên đó đặt long ngai bài vị thờ Trịnh Khắc Lập. Hai bên là bàn thờ các gia nhân vọng tộc có tiếng trong họ.
Mộ Trịnh Khắc Lập trước đây được táng ở một khu đất thuộc khuôn viên gia đình ông. Năm 1995 con cháu và chính quyền địa phương đã di dời ra sau nhà thờ của ông, tạo thành quần thể "tiền miếu hậu lăng". Mộ được xây dựng với quy mô lớn theo kiểu chữ Công, xung quanh mộ có tường bao, trên đầu mộ có dựng bia đá đề chữ "Phần mộ Chí sĩ yêu nước Trịnh Khắc Lập (1870-1908).
Tên của ông được đặt cho một con đường tại quận 2 - TP. HCM.